# Thomas Dekker (kolarz)
Thomas Dekker (ur. 6 września 1984) – holenderski kolarz szosowy, zawodnik profesjonalnej grupy Garmin-Sharp.
Jest jednym z najbardziej utalentowanych młodych kolarzy. W peletonie wyróżnia się umiejętnością jazdy na czas, ale dobrze jeździ także w górach. Swoją karierę rozpoczął w amatorskim zespole Rabobanku, a dwa lata później podpisał profesjonalny kontrakt z tymże zespołem.
Już w 2004, a więc swym pierwszym profesjonalnym sezonie, wygrał pierwszy etap Tour de l’Avenir, a także został Mistrzem Holandii w indywidualnej jeździe na czas. W 2005 Thomas wygrał jeden z etapów Critérium International, ponownie został Mistrzem Holandii, a także wygrał czasówkę w polskim wyścigu Tour de Pologne. W 2006 Dekker odniósł swoje pierwsze zwycięstwo w wyścigach zaliczanych do cyklu UCI ProTour – wygrał włoskie Tirreno-Adriático. W tym samym sezonie zajął 9. miejsce w Eneco Tour, a w kolejnym wygrał wieloetapowy Tour de Romandie.

## Ważniejsze sukcesy i zwycięstwa
2007
- 1. miejsce w klasyfikacji generalnej Tour de Romandie
- 6. etap Tour de Suisse

2006
- 1. miejsce w klasyfikacji generalnej Tirreno-Adriático
- 9. miejsce w klasyfikacji generalnej Eneco Tour

2005
- 2. etap Critérium International
- Mistrzostwo Holandii w jeździe na czas
- Czasówka Tour de Pologne

2004
- Mistrzostwo Holandii w jeździe na czas
- 1. etap Tour de l’Avenir